# Шрей, Фердинанд

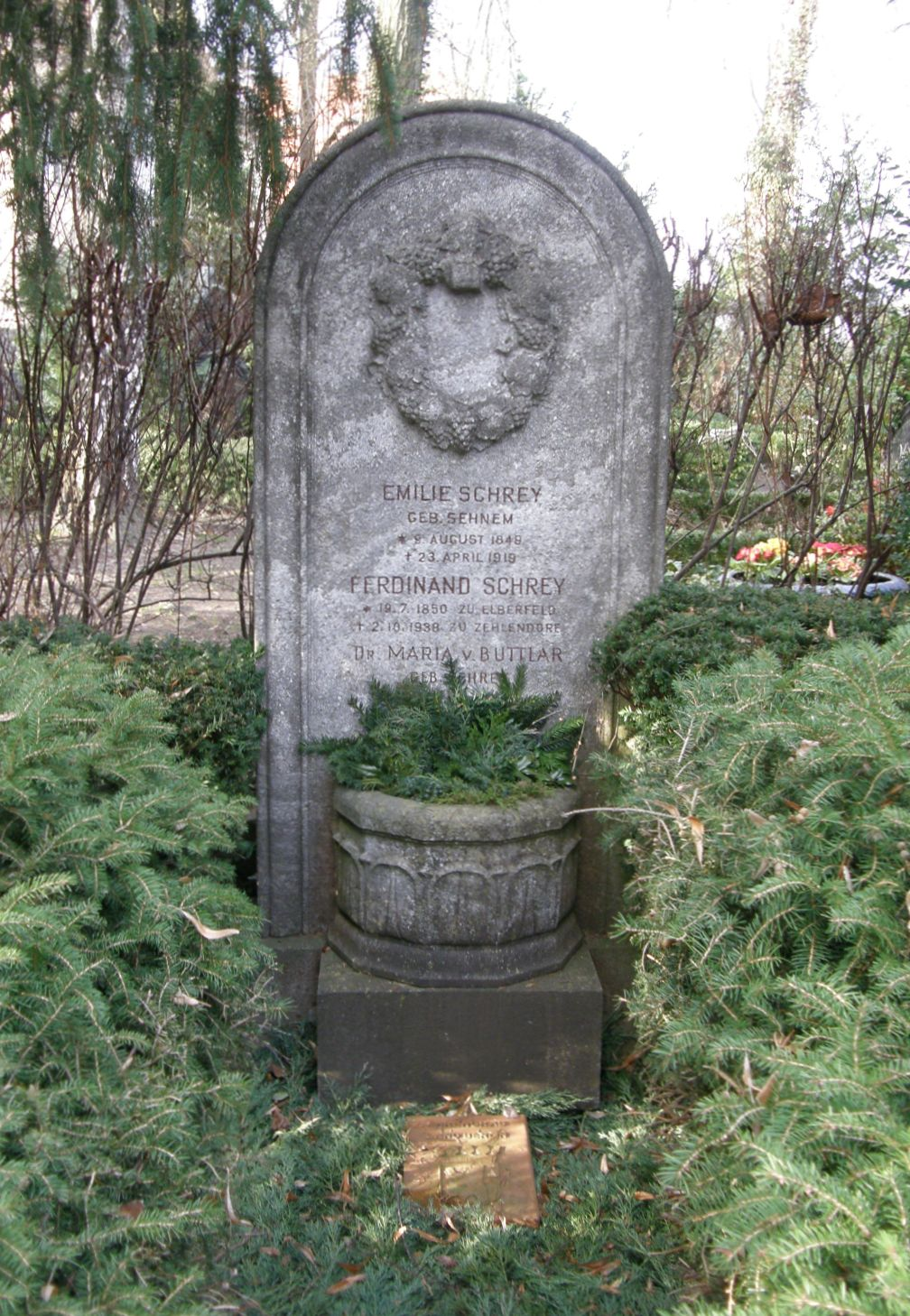
Могила Шрея на Далемском кладбище

Фердина́нд Шрей (нем. Ferdinand Schrey;  19 июля 1850 года, Эльберфельд — 2 октября 1938 года, Берлин) — немецкий лингвист; изобретатель новой системы стенографии. 
Система Шрея, представлявшая соединение и переработку начал систем Габельсбергера, Штольце и Фаульмана, получила весьма широкое распространение в Германии (свыше 500 ферейнов-обществ, имевших свой специальный печатный орган «Die Wacht»).

## Труды
Составил несколько учебников стенографии, переведённых на французский, английский, голландский и датский языки.